# Södra verket
Södra verket är ett värmeverk beläget på Klostergården i Lund. Anläggningen byggdes 1964–1965, samtidigt som bostäderna i området, med syftet att förse dessa med fjärrvärme. Inledningsvis planerade man att bygga två värmecentraler i källarnivå inne bland bostadshusen på Klostergården, men man valde i slutändan att bygga en fristående värmecentral på Nordanväg istället.

## Historik
Innan detaljplanen för klostergården fastställdes 1962 hade man diskuterat att placera värmeverket i anslutning till industriområdet längs med Åkerlund och Rausings väg (då kallad Industrivägen), eller vid Patrik Rosengrens park, men det var ont om plats och man fick till slut välja den nuvarande placeringen som ligger närmre bostäderna på Klostergården. I debatten fanns även förslag på en placering i anslutning till centrumbyggnaden på Klostergården, men med dåtidens teknik fanns risk att rök och sot skulle störa de boende med en så central placering.
Värmeverket ritades av Arkitektateljé Hans Westman tillsammans med Teknokonsult i Malmö, och uppfördes i armerad betong med lättbetongtak. 

### Ändringar i byggnaden
Ursprungligen byggdes anläggningen med två oljepannor, med plats lämnad för en tredje. 1972 påbörjades byggnationen av den tredje oljepannan med en fristående 20 meter hög skorsten, 1974 byggdes en kompletterande (numera borttagen) oljetank med en volym på 100 m3. Den senast installerade pannan konverterades till naturgas på 80-talet, denna användes regelbundet fram till 2015 när den stoppades permanent. De ursprungliga oljepannorna fasades ut i början på 90-talet.

Södra Verket 1965

1983 ändrades fasaden ut mot Nordanväg genom en mindre tillbyggnad av värmeverket, porten på byggnadens framsida flyttades i samband med detta.
Runt år 2000 togs en av oljetankarna bort och under början av 2020-talet togs den fristående skorstenen bort.
Lunds kommun har uttryckt ett önskemål om att använda värmeverket som konsthall för barn och ungdomar när byggnaden inte längre används av energibolaget.  2022 gjordes en konstinstallation med bland annat lysande ringar på skorstenarna  Anläggningen är upptagen i Lunds kommuns kulturmiljöprogram och anses därför vara särskilt viktig att bevara

## Fjärrvärmeutbyggnaden i Lund

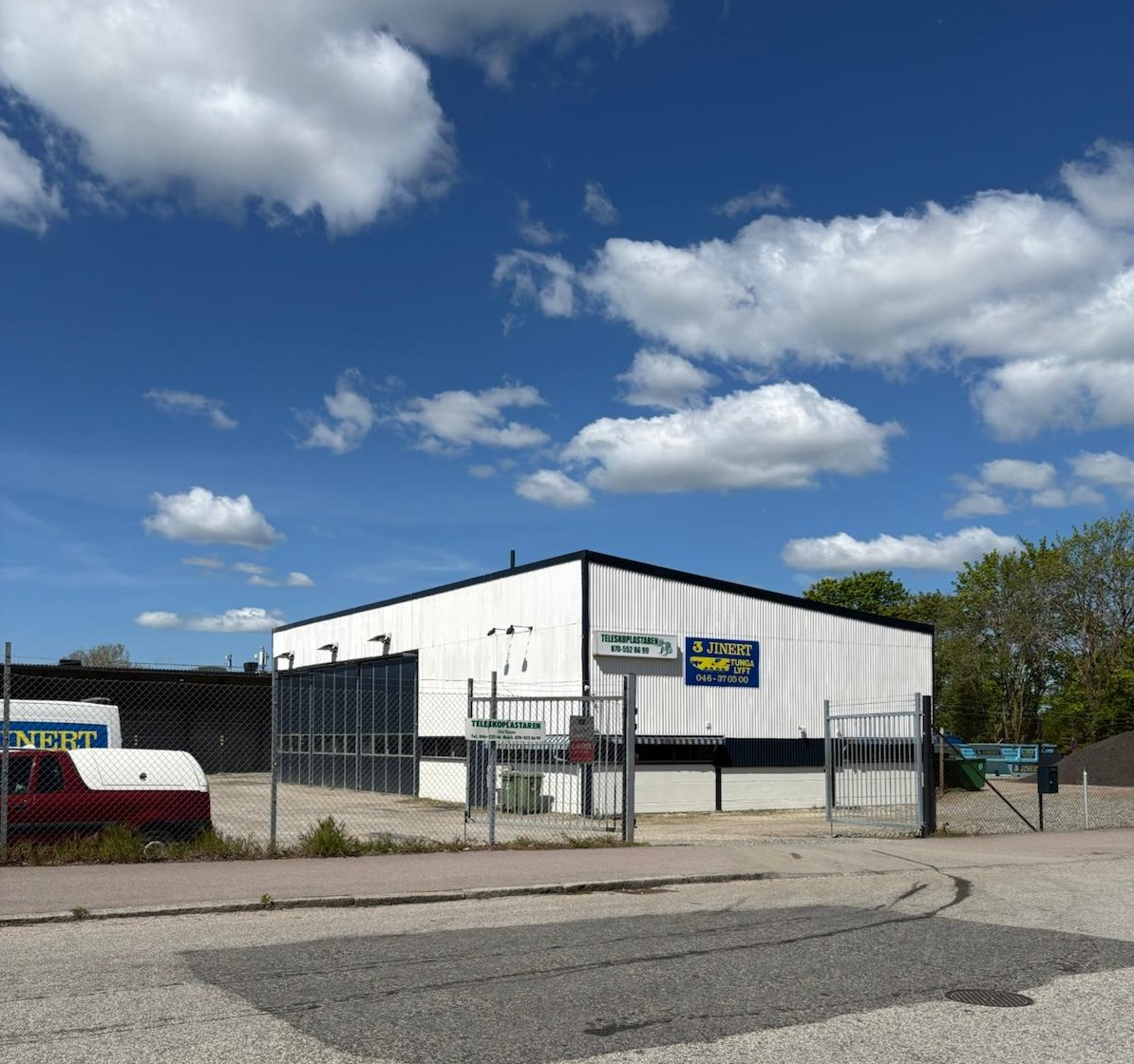
Denna byggnad på Bondevägen 3 inhyste en panncentral som kallades Västra Verket fram till 1980-talet..

Panncentral Östra verket, Östra torn 1969, Bilden är från Lunds Stadsarkiv

Fjärrvärmenätet i Lund började byggas efter att man 1961 tagit fram en utredning som föreslog detta, där fördelarna för miljö och hälsa bedömdes vara stora eftersom man kunde minska utsläppen. I början på 60-talet byggdes det många större byggnader som kunde anslutas till ett fjärrvärmenät, bland annat ett nytt sjukhus och universitetsbyggnader.
- Gunnesboverket När första etappen (med två pannor) av Lunds hetvattencentral stod klar 1970 på Gunnesbo påbörjades en centralisering av fjärrvärmeverksamheten. 1978 byggdes Lunds hetvattencentral ut med ytterligare två oljepannor.[8] I början på 1980-talet blir anläggningen kärnan i ett geotermisystem som med hjälp av två värmepumpar producerar fjärrvärme från vatten taget från 600 meters djup. Systemet utnyttjar det faktum att Lund ligger i den Tornquistska sprickzonen där man har hittat lager med varmvatten som kan utnyttjas i fjärrvärmesystemet med hjälp av värmepumpar.[9]

- Ångkraftverket År 1967 skrevs ett avtal mellan lunds tekniska verk och landstinget där ångkraftverket med tre pannor vid sjukhuset fick användas till fjärrvärmeproduktion.[10] Anläggningen hade ursprungligen 3 pannor, en kolpanna och två oljepannor. Den första av dessa pannor byggdes 1953. Marken på platsen var tidigare ett lertag och byggnaden fick pålas till ett stort djup. Ångan som producerades på anläggningen användes bland annat till sjukhusets tvätteri och två ångturbiner som producerade elkraft. Fram till 1986 förbrändes riskavfall från sjukhuset på anläggningen[11] Innan ångkraftverket stod klart fanns en äldre ångcentral på området, som byggdes 1916-1918, den äldre ångcentralen förlorade sin funktion 1957 när den nya stod klar.[12] En av ångkraftverkets oljepannor konverterades för att elda gas efter att denna blev tillgänglig i Lund. Under en tid eldades kolslurry i en av pannorna.[13]

- Norra verket 1968 påbörjades byggnationen av Norra verket, en numera riven panncentral med två oljepannor på Norra fäladen, i korsningen Magistratsvägen och Svenshögsvägen.[14] 1984 kompletterades Norra verket med fler oljetankar och en modul med kontorslokaler. [15] I slutet av 1990-talet revs anläggningen och några år senare byggdes en snabbmatsrestaurang på tomten.[16]
- Östra verket På 1960-talet byggdes en panncentral på Östratornsvägen i samband med att bostadsområdena på Östra torn byggdes. Anläggningen revs 1984.
- Västra verket 1964 designades anläggningen av Teknokonsult AB, placeringen var Bondevägen 3. Efter att energibolaget inte längre använde byggnaden överläts denna till ett företag som bedrev annan verksamhet i lokalerna.

- Grönegatan 1965 bygges ett mindre värmeverk på Grönegatan 17[17], detta designades av AB Teknokonsult.[18] Anläggningen revs senare för att under mitten av 80-talet lämna plats till bostäder på tomten. [19]

Utbyggnadstakten av fjärrvärmenätet var hög och under 1969 använde man totalt tio transportabla värmepannor för att förse kunderna med fjärrvärme, innan nätet hade blivit helt utbyggt. 1988 var ungefär 80% av fastigheterna i Lund anslutna till fjärrvärmenätet 
I slutet på 1990-talet köper företaget upp Lomma Energi AB som bedriver fjärrvärmeverksamhet i Lomma, och 2003 köper man Ringsjö Energi AB som har fjärrvärmesystemet i Eslöv.. Dom tre orterna förbinds med fjärrvärmeledningar och 2015 invigs en fjärrvärmeledning från Örtofta till Landskrona och Helsingborg.
2014 står Kraftringens nya kraftvärmeverk Örtoftaverket klart och producerar både fjärrvärme och el genom förbränning av biobränslen.

## Verksamhetens företagshistoria

Tekniska verkens huvudkontor på Trollebergsvägen i Lund, 1965

När de första delarna av fjärrvärmenätet byggdes på 60-talet gick verksamheten under namnet Tekniska verken, men bytte 1982 namn till Lunds energiverk. Namnet Tekniska verken kan spåras tillbaka till 1931 när den första skylten sattes upp på det då nybyggda kontoret. 1993 blev Lunds energiverk omvandlat till ett aktiebolag som fick namnet Lunds Energi AB. 2013 bytte företaget namn till Kraftringen Energi AB. 
Huvudkontoret låg på Trollebergsvägen 5 i Lund, men flyttade till dom nuvarande lokalerna på Råbyvägen under 2008. Byggnaden på Trollebergsvägen 5 byggdes 1931, på tomten fanns även ett gasverk och en armaturfabrik